# Tadeusz Różewicz
Tadeusz Różewicz (Radomsko, 1921. október 9. – Wrocław, 2014. április 24.) lengyel író, költő, drámaíró, a 20. századi lengyel irodalom egyik meghatározó alakja. Nevéhez több magyar vonatkozású irodalmi alkotás és több magyar vers lengyel műfordítása fűződik.

## Élete
A Łódźi vajdaságban fekvő Radomsko városában született 1921. október 9-én Władysław Różewicz bírósági tisztviselő és felesége Stefania Maria harmadik gyermekeként. Két bátyja Janusz és Stanisław voltak.
Tanulmányait a Feliksa Fabianiego középiskolában végezte, ám a második világháború kitörésével azok megszakadtak. 1939-ben kifutófiúként, raktárosként, asztalos tanoncként kezdett dolgozni egy helyi bútorgyárban. Ebben az időszakban kezdett írni, bátyja, Janusz hatására.
Miután átesett egy hat hónapos titkos katonai kiképzésen, Różewicz 1943. június 26-tól a titkos lengyel partizánszervezet, a Honi Hadsereg tagjaként aktívan harcolt a megszálló németek ellen. Ebben az időszakban jelent meg első kötete (Echa leśne). 1944 júliusában bátyját, Januszt a németek elfogták és augusztus 3-án kivégezték. Różewicz 1945-ben megkapta a Katonai Érem az 1939-1945-ös háborúért kitüntetést, majd 1974-ben a lengyel emigráns kormánytól a Honi Hadsereg érdemkeresztet. A háború után Częstochowában érettségizett le, majd a krakkói Jagelló Egyetemen hallgatott művészettörténetet, bár tanulmányait nem fejezte be.
1948 decemberében Lengyelország és Magyarország kulturális egyezményt kötött írók és költők kölcsönös fogadásáról, hogy ezzel elősegítsék műfordítások megszületését illetve a két szocialista ország kölcsönös megértetését a nagyközönséggel. Ennek keretében Różewicz 1950-ben, egy évet töltött Magyarországon ösztöndíjasként. Magyarul tanult, illetve kiküldetésének eredménye számos magyar vonatkozású vers, próza, irodalmi riport, amelyek Lengyelországban meg is jelentek.
Hazatérése után Gliwicében telepedett le. Felesége Wiesława, 1950-ben adott életet első fiuknak, Kamilnak, majd 1953-ban megszületett második fiuk, Jan is. A család viszonylagos szegénységben élt. Różewicz számára termékeny írói időszak következett. A szocialista irodalmi élettől és a diktatúra kötelező irodalmi trendjeitől távol tartotta magát, ezekben az években magányosan alkotott. Ez a közélettől való távolságtartás további irodalmi pályájára is jellemző volt. 1968-ban Wrocławba költözött.
92 éves korában hunyt el Wrocławban.

## Irodalmi hatása
A világháború során szerzett személyes tapasztalatai és a holokauszt alapvetően meghatározták pályafutását. Ebben a tekintetben több elemzője Theodor Adornóhoz és annak híressé vált kijelentéséhez („Auschwitz után verset írni barbárság”) viszonyítja. Egyesek szerint Różewicz az irodalom ezzel szemben új értelmet keres a művészet számára, ami a háború tragédiájából eredő szükségszerű pusztulása után szükségszerűen újjá is kell hogy szülessen.
Műveiben fontos témaként jelennek meg például az emberi értékek és azok relativitása, vagy maga a művészi alkotás. Irodalmi munkásságának kezdete az avantgárdhoz köthető, sok ponton kötődik a romanikához, drámái pedig a realizmushoz – de Różewicz jelentős újító volt, aki ily módon komoly hatást gyakorolt a lengyel irodalomra.
Műveit számos (egyes források szerint 32, más források szerint 49) nyelvre fordították le. Több alkotása magyarul is megjelent.

## Magyarul megjelent művei
- Różewicz, Tadeusz. A mi kis stabilizációnk (Nasza mała stabilizacja), Cservenits Jolán (fordító), Kerényi Grácia (fordító), Elbert János (utószó), Modern könyvtár, Budapest: Európa Könyvkiadó [1964] (1967)
- Różewicz, Tadeusz. A félbemaradt vizsga (Przerwany egzamin), Cservenits Jolán (fordító), Modern könyvtár, Budapest: Európa Könyvkiadó [1960] (1968)
- Az én kislányom; bev., ford. Pályi András; in: Színház, 1969/okt.
- Różewicz, Tadeusz. Halál régi díszletek között. Kisregény (Śmierć w starych dekoracjach), Lexa Klára (szerkesztő), Cservenits Jolán (fordító), Pákozdy Ferenc (szerkesztő), Kerényi Grácia (lektor), Modern könyvtár, Budapest: Európa Könyvkiadó (1971)
- Megmenekült; vál., ford., utószó Fodor András; Európa, Bp., 1972
- Kotlik az öreg hölgy; ford. Cservenits Jolán, bev. Pályi András; in: Színház, 1980/máj.
- Kirándulás a múzeumba. Válogatott elbeszélések; vál. Cservenits Jolán, ford. Cservenits Jolán, Gimes Romána; Európa, Bp., 1982 (Európa zsebkönyvek)
- Kartoték (Függelék); bev. Helmut Kajzar, ford. Cservenits Jolán; in: Színház, 1991/szept.
- Anya elmegy; ford. Keresztes Gáspár, előszóford. Körner Gábor; Ráday Könyvesház, Bp., 2004

## Díjak és kitüntetések
- 1948 – Katonai Érem az 1939-1945-ös háborúért
- 1974 – Honi Hadsereg érdemkereszt (London)
- 1982 – Osztrák állami díj az európai irodalomért[18]
- 2000 – NIKE Irodalmi Díj (Nagroda Literacka NIKE), a „Matka odchodzi” („Anya elmegy”) című alkotásáért[13]
- 2007 – Európai díj az irodalomért[19]
- 2010 – Kreator Kultury[20]